# Vrijzinnig-Democratische Bond (1953)
De Vrijzinnig-Democratische Bond was een Nederlandse politieke partij die voornamelijk in de jaren 1953-1954 actief was, als heroprichting van de Vrijzinnig-Democratische Bond die in 1946 in de PvdA was opgegaan. Politiek leider was oud-VDB-Kamerlid Klaas Bijlsma.
Bijlsma was lid van het Comité ter voorbereiding van een Democratische Volkspartij, een groep voormalige VDB-leden die onder leiding van Pieter Oud in 1947 uit de PvdA stapten, en later samen met de PvdV de VVD oprichtten. Hij voelde zich echter noch in de PvdA noch in de VVD thuis. Hij vond de sfeer bij de PvdA te socialistisch, terwijl de VVD zich te conservatief zou opstellen. In een artikel uit 1952 riep hij daarom op tot het oprichten van een opvolger van de oude VDB, als tehuis voor niet-socialistische progressieven.
Op 10 januari 1953 was het zover, en werd de nieuwe VDB opgericht. Uiterlijk sloot de nieuwe VDB zich sterk aan bij de oude: Naast de naam van de partij, werden ook het beginselprogramma, het logo en de leuze Houdt Koers overgenomen.
Datzelfde jaar nam de partij deel aan de gemeenteraadsverkiezingen in zes gemeenten. Er werden vier raadszetels veroverd: Twee in Idaarderadeel, waar de gehele VVD-afdeling naar de VDB was overgegaan, één in Smilde en één in Schoonhoven, waar VVD en VDB als Algemene Kiesvereniging een gezamenlijke lijst voerden. In Den Haag, Hengelo en Alkmaar werden geen zetels gehaald. Het volgende jaar werd alleen in Friesland meegedaan voor de Provinciale Staten, maar geen zetel veroverd. In het Leidend Beginsel en Beginselprogramma van 1953 toonde de partij zich op sociaal-economisch gebied conservatief, waarmee het verschil met de VVD, vooral de linkervleugel van die partij, erg klein bleek.
Hierna werd er weinig meer vernomen van de partij. Enkele jaren later fuseerde de partij met het Sociaal Verbond en Sportbelangen tot de Vrije Democratische Unie, maar noch de VDB noch de VDU namen nog aan verkiezingen deel.